# Marilia bola
Marilia bola là một loài Trichoptera trong họ Odontoceridae. Chúng phân bố ở miền Australasia.